# Acquafraggia
Die Acquafraggia (auch Acqua Fraggia) ist ein Bergbach in der Provinz Sondrio in der Lombardei, im Norden Italiens.

## Verlauf
Seine Quelle liegt auf der Südflanke des Cima di Lago (auch Cima da Lägh) , auf der Nordseite des Val Bregaglia und in der Nähe der Schweizer Grenze. Von hier fließt er in südsüdwestlicher Richtung innerhalb des Gebiets der Gemeinde Piuro.
Im Bergsee Lago dell’Acqua Fraggia auf 2043 m Höhe werden weitere 13 Zuflüsse aus Gebirgsbächen des Südhangs des Cima di Lago aufgenommen. (Lage: 46° 21′ 45″ N, 9° 27′ 34″ O) Der Bereich der Zuflüsse des Sees erstreckt sich von nordwestlich über nordöstlich bis östlich. Der Abfluss des Sees befindet sich im Südwesten.
Zwischen dem Lago dell’Acqua Fraggia und Savogno ist der Fluss nach Süden bzw. Südsüdwest gerichtet und nimmt 7 rechte und 6 linke Zuläufe auf.
In Savogno wurde ein historisches Sägewerk durch Wasserkraft betrieben. (Lage: 46° 20′ 18″ N, 9° 26′ 39″ O)
Nördlich und oberhalb der Ortschaft Borgonuovo stürzt der geteilte Fluss über zwei spektakuläre Wasserfälle zu Tal.
(Lage: 46° 19′ 53″ N, 9° 26′ 13″ O)
Innerhalb von Borgonuovo nimmt die Acquafraggia noch einen linken und dann einen rechten Zufluss auf, bevor sie in die Mera mündet. (Lage: 46° 19′ 31″ N, 9° 25′ 54″ O)
- Karte mit allen Koordinaten:
- OSM |
- WikiMap